# Константин Икономов
Константин (Костаки) Икономов (на гръцки: Κωνσταντίνος (Κωστάκης) Οικονόμου) е македонски гъркоманин, деец на гръцка въоръжена пропаганда в Гевгелийско.

## Биография
Константин Икономов е роден в гевглийското село Смоквица. Включва се в гръцката пропаганда и оглавява малка гръцка чета от 35 души местни гъркомани от Гевгелийско. Действа под командването на капитан Драгас в Гевгелийско, Богданско и по Нидже срещу българските чети на ВМОРО.
В началото на май 1905 година се сблъсква при Смоквица с българска чета, при което загиват 13 българи. Икономов е ранен и умира.
| Чета на Константин Икономов | Чета на Константин Икономов |
| Име                         | Име                         |
| --------------------------- | --------------------------- |
| 1. Петрос Влахос            | Πέτρος Βλάχος               |
| 2. Зафириос Воядзис         | Ζαφείριος Βογιατζής         |
| 3. Танос Докторис           | Θάνος Δοκτόρης              |
| 4. Лазарос Дойцинис         | Λάζαρος Δοΐτσίνης           |
| 5. Петрос Зайкос            | Πέτρος Ζάϊκος               |
| 6. Георгиос Мосхос          | Γεώργιος Μόσχος             |
| 7. Антониос Бисирис         | Αντώνιος Μπισίρης           |
| 8. Димитриос Микрес         | Δημήτριος Μικρές            |
| 9. Константинос Ксанос      | Κωνσταντίνος Ξανθός         |
| 10. Лазарос Ралис           | Λάζαρος Ράλλης              |
| 11. Петрос Серменлис        | Πέτρος Σερμενλης            |
| 12. Тасиос Димонис          | Τάσιος Διμόνης              |
| 13. Михаил Петридис         | Μιχαήλ Πετρίδης             |